# Absolutely Live (álbum de Toto)
Absolutely Live es el segundo álbum doble en vivo lanzado por la banda Toto en 1993, con nuevos vocalistas Jenney Douglas-McRae, John James, y Donna McDaniel. Inicialmente lanzado por la discografía Alex importaciones, el álbum fue posteriormente reeditado en 1999 por Sony International.El álbum fue como un homenaje dedicado a su anterior baterista Jeff Porcaro quien murió en agosto de 1992.

## Pistas

### Disco 1
- 1. "Hydra" (Paich, Hungate, Lukather, Porcaro,S. Porcaro, Kimball) - 7:44
- 2. "Rosanna" (Paich) - 8:25
- 3. "Kingdom Of Desire" (Kortchmar) - 8:02
- 4. "Georgy Porgy" (Paich) - 3:45
- 5. "99" (Paich) - 3:01
- 6. "I Won't Hold You Back" (Lukather) - 2:09
- 7. "Don't Stop Me Now" (Paich, Lukather) - 2:35
- 8. "Africa" (Paich, Porcaro) - 6:11

### Disco 2
- 1. "Don't Chain My Heart" (Porcaro, Paich, Lukather,M. Porcaro) - 7:21
- 2. "I'll Be over you" (Lukather, Goodrum) - 5:38
- 3. "Home of the Brave" (Paich, Williams, Lukather, Webb) - 7:07
- 4. "Hold the Line" (Paich) - 10:44
- 5. "With a Little Help from My Friends" (John Lennon, Paul McCartney) - 10:08

## Personal
- Steve Lukather
- David Paich
- Simon Phillips
- Mike Porcaro

## Personal adicional
- Donna McDaniel
- Johnny Douglas Mcraw
- Chris Trujillo
- John Jessel